# 豊鉄ミデイ
豊鉄ミデイ株式会社 (とよてつミデイ) は、愛知県田原市に本社を置く豊橋鉄道グループの企業である。主に乗合バス・貸切バス事業を行う。

## 主な事業内容
- コミュニティバス受託運行 - 田原市から「田原市ぐるりんバス」を運行受託する。
- 貸切バス事業
- 送迎バス・役員車・公用車などの車両運行管理業務
- 運転手の人材派遣[2]